# 恐ろしい老人
『恐ろしい老人』（おそろしいろうじん、The Terrible Old Man）とは、小説家ハワード・フィリップス・ラヴクラフトの小説。

## 概要
原文で12,000文字程度の短編。1920年1月28日に執筆され、1921年7月の同人誌『Tryout』で最初に発表された後、パルプ雑誌『ウィアード・テイルズ』の1926年8月号にも掲載された。アメリカへの移民による犯罪行為を描いた物語であり当時の基準においてさえ人種差別と批判されることをラヴクラフトも承知で著した点で注目される。

## あらすじ
キングスポートのウォーターストリートに住む奇妙な老人。周囲の住民は、彼の若い頃はおろか、寡黙な老人の本当の名前さえ知らない。かつて東インド会社に所属し、帆船の船長で数々の富を蓄えているという。放置された家の庭には、木々と彼のコレクション、東洋の辺鄙な神殿のような不思議に彩色され彫刻の施された石が並んでいる。また1階の部屋で夜な夜な老人がテーブルの上に並んだ数多くの瓶の中に吊るされた鉛の塊と話しているのを見かけた人がいる。この様子から住民は、彼の家に近づかなかった。
三人の強盗は、老人の境遇に同情しつつも彼らの仕事にうってつけの標的を見つけたと喜んだ。まず二人が老人の家に忍び込み、残る一人が裏口に車を回して待機していた。やがて悲鳴が聞こえ、車で待っている男は、老人に同情し、二人の手荒な行為を苦々しく思っていた。しかしいつまで経っても仲間が家から出てくる様子はなく待っていると代わりに老人が車の男の前に姿を現した。この時、男は、老人の黄色に光る眼に初めて気づく。
翌朝、無残な死体になった三人の移民が浜に捨てられていた。それでも老人は、この三人の移民をすっかり忘れてしまっているだろう。彼が若い頃は、もっと刺激的な冒険をしているのだから。

## 解説
老人の家に侵入するアンジェロ・リッチ（Angelo Ricci）、ジョー・チャネク（Joe Czanek）、マニュエル・シルヴァ（Manuel Silva）の三人は、エスニック、イタリア人、ポルトガル人、ポーランド人などの非アングロサクソン系の移民を思わせる苗字をしていてラヴクラフトの人種偏見を思わせる部分である。侵入者である彼らが住民に殺害される顛末に、そのような意識があったと指摘される。しかしPeter Cannonは、移民問題が作品のテーマではないとしている。またS・T・ヨシは、ダンセイニの小説『驚異の書（Probable Adventure of the Three Literary Men）』に着想を得たとしている。南條竹則も人種的偏見の箇所を瑕疵であると解説している。
ラヴクラフトは、この恐ろしい老人を気に入ったらしく小説『霧の高みの不思議な家』にも登場させている。またラヴクラフトが創造した架空の地名キングスポートが初めて舞台となった作品である。

## 収録
- 創元推理文庫『ラヴクラフト全集7』大瀧啓裕訳「恐ろしい老人」
- 星海社FICTIONS『未知なるカダスを夢に求めて 新訳クトゥルー神話コレクション4』森瀬繚訳「恐ろしい老人」
- 新潮文庫『アウトサイダー クトゥルー神話傑作選』南條竹則訳 「恐ろしき老人」

## 関連作品
- 魔宴、霧の高みの不思議な家 - キングスポートを舞台とする。